# Heriberto Frías

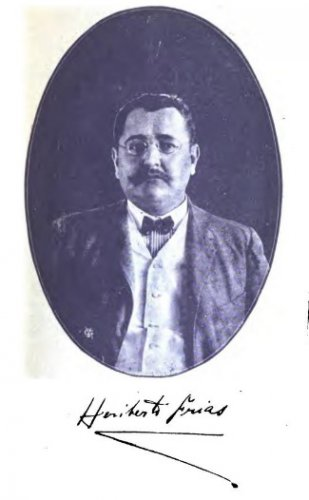
Heriberto Frías in 1906

Heriberto Frías (Querétaro, 15 maart 1870 - Tizapán, 12 november 1925) was een Mexicaans militair, politicus, schrijver en journalist.
Frías was afkomstig uit een burgerfamilie uit de staat Querétaro. Nadat zijn vader overleed kwam zijn familie in financiële moeilijkheden en besloot Frías zich aan de sluiten bij het Mexicaanse leger. In 1892 nam hij deel aan de campagne tegen Tomóchic, een dorp in de Sierra Tarahumara dat in opstand was gekomen en dat door het leger met de grond gelijk werd gemaakt. Frías besloot de gruwelijkheden op te schrijven in het boek ¡Tomóchic! dat van 1893 tot 1896 delen gepubliceerd werd in de krant El Demócrata. Frías schreef het boek onder een pseudoniem maar zijn naam lekt uit waarna hij ontslagen wordt door het leger. Nadat hij ¡Tomóchic! in 1906 bewerkt en in boekvorm liet uitbrengen werd hij een tijd gevangengezet.
Frías raakte betrokken in het verzet tegen de dictator Porfirio Díaz en sloot zich aan bij de campagne van Francisco I. Madero en de Mexicaanse Revolutie. Na het verdrijven van Díaz en de verkiezing van Madero tot president in 1911 werd hij vicevoorzitter van Madero's Vooruitstrevende Constitutionalistische Partij (PCP). Na de omverwerping en moord op Madero door generaal Victoriano Huerta sloot Frías zich aan bij het verzet tegen Huerta en publiceerde in Mazatlán een oppositiekrant. Na de overwinning van de revolutionairen werd Frías onderminister van buitenlandse zaken in de regering van de Conventie van Aguascalientes. Nadat de troepen van de conventie werden verdreven door de rivaliserende constitutionalisten werd Frías door de nieuwe regering van Venustiano Carranza ter dood veroordeeld en ontvluchtte hij het land.
Na de val van Carranza in 1920 kon Frías terugkeren naar Mexico. Frías werd weer actief als journalist en werd benoemd tot consul in Cádiz. Hij werd echter blind en keerde terug naar Mexico, waar hij in 1925 overleed.
- Biblioteca Nacional de España: XX1318884
- Bibliothèque nationale de France: cb12146373x (data)
- Catàleg d'autoritats de noms i títols de Catalunya: 981058526411006706
- Gemeinsame Normdatei: 133525791
- International Standard Name Identifier: 0000 0001 1063 8575
- Library of Congress Control Number: n85352546
- Nationale Bibliotheek van Tsjechië: pna2016915491
- Nationale Bibliotheek van Israël: 987007319709305171
- Nederlandse Thesaurus van Auteursnamen: 070484139
- Système universitaire de documentation: 02994600X
- Virtual International Authority File: 56646663
- WorldCat: E39PBJjxrPxgCx4FKkWgBKkFKd